# رودني سميث (مصارع رياضي)
رودني سميث (بالإنجليزية: Rodney Smith)‏ هو مصارع رياضي أمريكي، ولد في 1966 في واشنطن العاصمة في الولايات المتحدة.

## وصلات خارجية
- رودني سميث على موقع قاعدة بيانات المصارعة الدولية (الإنجليزية)
- رودني سميث على موقع أوليمبيديا (الإنجليزية)